# Liste der denkmalgeschützten Objekte in Weitersfelden
Die Liste der denkmalgeschützten Objekte in Weitersfelden enthält die 7 denkmalgeschützten, unbeweglichen Objekte in Weitersfelden.

## Denkmäler
| Foto |                 | Denkmal                                                       | Standort                                              | Beschreibung | Metadaten |
| ---- | --------------- | ------------------------------------------------------------- | ----------------------------------------------------- | --- | --- |
| ja   | Datei hochladen | Kath. Pfarrkirche Hl. Ulrich HERIS-ID: 20169 Objekt-ID: 16469 | Weitersfelden 62, bei Standort KG: Weitersfelden      | Das zweischiffige, zweijochige Langhaus hat einen quadratischen Grundriss und ein Sternrippengewölbe. Der Chor ist einjochig mit Kreuzrippengewölbe. Bei der Restaurierung 1933 wurde die Kirche rebarockisiert und die Einrichtung stammt aus dieser Zeit. Anstatt des Hochaltars steht ein großes Kruzifix. Die Seitenaltäre sind älter und haben einen Rokoko-Rahmen. | BDA-Hist.: Q1508330 Status: § 2a Stand der BDA-Liste: 2025-06-30 Name: Kath. Pfarrkirche Hl. Ulrich GstNr.: .19 Ulrichskirche (Weitersfelden) |
| ja   | Datei hochladen | Pranger HERIS-ID: 20170 Objekt-ID: 16470                      | bei Weitersfelden 11 Standort KG: Weitersfelden       | Ein von Christoph von Haym um 1570 auf dem Marktplatz errichteter Holzpranger wurde im Jahre 1648 durch einen schön verzierten Steinpranger aus Granit ersetzt. Dieser wurde unter Kaiser Joseph II. vom Marktplatz entfernt und diente lange Zeit als Sockel des „Fölßenkreuzes“ am Westende des Ortes. Bei der Straßenverbreiterung wurde der Pranger mit einem fehlenden Stück ergänzt und 1958 vor dem Gemeindeamt aufgestellt. Ein reliefierter Schaft mit Aufsatz trägt die Jahreszahl 1648. | BDA-Hist.: Q37850405 Status: § 2a Stand der BDA-Liste: 2025-06-30 Name: Pranger GstNr.: 585 Pranger (Weitersfelden)                           |
| ja   | Datei hochladen | Pfarrhof HERIS-ID: 20179 Objekt-ID: 16479                     | Weitersfelden 15 Standort KG: Weitersfelden           | Das ehemalige Freihaus der Herrschaft Reichenstein wurde 1663 zum Pfarrhof umgebaut. Das zweigeschoßige Gebäude besitzt eine historische Fassade und im Inneren Stichkappentonnen aus dem 18. Jahrhundert. | BDA-Hist.: Q37850453 Status: § 2a Stand der BDA-Liste: 2025-06-30 Name: Pfarrhof GstNr.: .16/1 Pfarrhof (Weitersfelden)                       |
| ja   | Datei hochladen | Brunnen HERIS-ID: 20193 Objekt-ID: 16493                      | gegenüber Weitersfelden 15 Standort KG: Weitersfelden | Der Brunnen hat ein rechteckiges Becken und stammt aus dem 19. Jahrhundert. | BDA-Hist.: Q37850511 Status: § 2a Stand der BDA-Liste: 2025-06-30 Name: Brunnen GstNr.: 3040/1 Brunnen (Weitersfelden)                        |
| ja   | Datei hochladen | Bildstock, Pestsäule HERIS-ID: 20171 Objekt-ID: 16471         | südlich Weitersfelden Standort KG: Weitersfelden      | Ein Tabernakelpfeiler aus der Zeit um 1500 mit einem Hinterglasbild Marias auf einem polygonalen Schaft. | BDA-Hist.: Q37850416 Status: § 2a Stand der BDA-Liste: 2025-06-30 Name: Bildstock, Pestsäule GstNr.: 3052 Pestsäule Weitersfelden             |
| ja   | Datei hochladen | Hoisn-Hof HERIS-ID: 20167 Objekt-ID: 16467                    | Wienau 2 Standort KG: Weitersfelden                   | Die steinbloßen Fassaden haben einen romanischen Stil. Das Portal ist rechteckig gefasst und die Hofmauer zeigt eine menschliche Figur. Im Inneren gibt es Granitdecken. | BDA-Hist.: Q1624193 Status: Bescheid Stand der BDA-Liste: 2025-06-30 Name: Hoisn-Hof GstNr.: .98/1 Hoisn-Hof                                  |
| ja   | Datei hochladen | Hoisn-Kapelle HERIS-ID: 20168 Objekt-ID: 16468                | bei Wienau 2 Standort KG: Weitersfelden               | Die um 1890 erbaute Kapelle ist eine rechteckige Kapelle mit Turm im Steinbloß-Stil. In einer Nische im Inneren steht eine Statue Marias, die Granitdecke wird von den sogenannten 12 Aposteln (Konsolenköpfe) getragen. | BDA-Hist.: Q64512856 Status: Bescheid Stand der BDA-Liste: 2025-06-30 Name: Hoisn-Kapelle GstNr.: .95 Hoisn-Kapelle                           |